# Chistikovia kermadecae
Chistikovia kermadecae är en blötdjursart som beskrevs av Victor Scarabino 1995. Chistikovia kermadecae ingår i släktet Chistikovia och familjen Wemersoniellidae. Inga underarter finns listade i Catalogue of Life.